# San Benito Encinal
San Benito Encinal är en ort i Mexiko.   Den ligger i kommunen Loma Bonita och delstaten Oaxaca, i den sydöstra delen av landet, 400 km öster om huvudstaden Mexico City. San Benito Encinal ligger 81 meter över havet och antalet invånare är 1 082.
Terrängen runt San Benito Encinal är platt. Runt San Benito Encinal är det ganska glesbefolkat, med 28 invånare per kvadratkilometer. Närmaste större samhälle är Loma Bonita, 13,7 km norr om San Benito Encinal. Omgivningarna runt San Benito Encinal är en mosaik av jordbruksmark och naturlig växtlighet.